# Josef Sedláček (1912)
Josef Sedláček (28. ledna 1912, Hostouň – 15. ledna 1985) byl český fotbalista, reprezentant Československa.

## Sportovní kariéra
V roce 1933 přestoupil z Kladna (SK Kročehlavy, tehdy samostatná obec) do AC Sparta Praha, od podzimu 1938 do září 1940 hrál v SK Pardubice (v lize 43 utkání/19 branek), odkud přestoupil do pražských Bohemians. Poté hrál ještě za SK Praha XVII.
Za československou reprezentaci odehrál 21. února 1937 utkání se Švýcarskem, které skončilo výhrou 5-3. Do listiny střelců se zde nezapsal.

## Poznámka
V některých publikacích je označovaný jako Josef Sedláček II pro odlišení od svého jmenovce Josefa Sedláčka I.